# Crvenolici guan
Crvenolici guan (lat. Penelope dabbenei) je vrsta ptice iz roda Penelope, porodice Cracidae. Živi u sjevernom graničnom području Argentine i južnom graničnom području Bolivije. Prirodna staništa su joj suptropske i tropske vlažne planinske šume.